# Ribautodelphax angulosa
Ribautodelphax angulosa är en insektsart som först beskrevs av Ribaut 1953.  Ribautodelphax angulosa ingår i släktet Ribautodelphax och familjen sporrstritar. Enligt den finländska rödlistan är arten sårbar i Finland. Artens livsmiljö är torra gräsmarker. Inga underarter finns listade i Catalogue of Life.